# Епархия Вилкавишкиса
Епа́рхия Вилкави́шкиса (лит. Vilkaviškio vyskupija) — одна из семи епархий римско-католической церкви в Литве с кафедрой в городе Вилкавишкис (Мариямпольский уезд). Входит в состав церковной провинции Каунаса. Является суффраганной епархией архиепархии Каунаса. Латинское название епархии — «Dioecesis Vilkaviskensis». Кафедральным собором епархии Вилкавишкиса является собор Пресвятой Девы Марии.

## История
4 апреля 1926 года Римский папа Пий XI выпустил буллу «Lituanorum gente», которой учредил епархию Вилкавишкиса, выделив её из епархии Ломжи и архиепархии Каунаса.
В настоящее время епископскую кафедру Вилкавишкиса занимает Римантас Норвила.

## Ординарии епархии
- епископ Antanas Karosas (5.04.1926 — 7.70.1947);
  - вакансия (1947—1991);
- епископ Juozas Žemaitis M.I.C.[1] (24.12.1991 — 5.01.2002);
- епископ Римантас Норвила (5.01.2002 — по настоящее время).

## Деканаты
Епархия Вилкавишкиса подразделяется на 7 деканатов:
- Алексотский деканат (лит. Aleksoto dekanatas);
- Алитусский деканат (лит. Alytaus dekanatas);
- Вилкавишкский деканат (лит. Vilkaviškio dekanatas);
- Лаздийский деканат (лит. Lazdijų dekanatas);
- Мариямпольский деканат (лит. Marijampolės dekanatas);
- Пренайский деканат (лит. Prienų dekanatas);
- Шакяйский деканат (лит. Šakių dekanatas).